# Световой год
Светово́й год (обозначение на русском языке: св. год; международное: ly) — единица измерения расстояния в астрономии, равная расстоянию, которое электромагнитные волны (свет) проходят в вакууме, не испытывая влияния гравитационных полей, за один юлианский год. По отношению к СИ является внесистемной, однако используется в астрономической системе единиц.
По определению Международного астрономического союза (МАС) один световой год равен 9 460 730 472 580 800 метрам. До 1984 года световым годом называлось расстояние, проходимое светом за один тропический год, отнесённый к эпохе 1900,0. Новое определение отличается от старого примерно на 0,002 %. Так как данная единица расстояния редко применяется для высокоточных измерений, практического различия между старым и новым определениями почти нет. В профессиональной литературе для выражения больших расстояний чаще используются парсеки и кратные единицы (кило- и мегапарсеки).

## История
Первое упоминание того, сколько времени тратит свет на преодоление расстояния на астрономическом масштабе, относится к первой половине XIX века: Фридрих Бессель, определивший, что расстояние до звезды 61 Лебедя составляет 660 000 а. е. или 9,9⋅1013 км, в посвящённой этому публикации в 1838 году отметил, что свет проходит это расстояние за 10,3 года.
Сам же термин «световой год» появился в 1851 году в немецкой популярной статье по астрономии Отто Уле. Он объяснял контринтуитивность измерения расстояния единицей, название которой включает слово «год», с помощью аналогии с расстоянием, которое можно пройти за час (час пути).
Между тем, его современник, немец Адольф Дистервег, в своей популярной книге по астрономии отмечал, что название «световой год» не очень понятно. В 1868 году английский научный журнал упомянул об этой единице как используемой немцами. В свою очередь, английский астрофизик Артур Эддингтон в своей монографии (1914 год) назвал световой год «неудобной и неподходящей единицей, которая иногда проникает из популярных в технические материалы».

## Числовые значения
Световой год равен:
- 365,25 св. суток (точно)
- 8766 св. часов (точно)
- 525 960 св. минут (точно)
- 31 557 600 св. секунд (точно)
- 9 460 730 472 580 800 метрам (точно) ≈ 9,46⋅1015 метров
- 63 241,077 астрономическим единицам (а. е.)
- 0,306601 парсека

### Связанные единицы
Нижеприведённые единицы используются довольно редко, обычно лишь в популярных публикациях:
- 1 световая секунда = 299 792,458 км (точно)
- 1 световая минута = 17 987 547,48 км (точно)
- 1 световой час = 1 079 252 848,8 км (точно)
- 1 световые сутки = 25 902 068 371,2 км (точно)
- 1 световая неделя = 181 314 478 598,4 км (точно)
- 1 световой месяц = 788 394 206 048,4 км (точно)

## Расстояние в световых годах
Световой год удобен для качественного представления масштабов расстояния в астрономии.
| Масштаб       | Значение (св. лет)             | Описание |
| ------------- | ------------------------------ | --- |
| Секунды       | 4⋅10−8                         | Среднее расстояние до Луны приблизительно равно 380 000 км. Это значит, что лучу света, испущенному с поверхности Земли, потребуется около 1,3 секунды, чтобы достичь поверхности Луны.                                                                                      |
| Минуты        | 1,6⋅10−5                       | Одна астрономическая единица равна приблизительно 150 миллионам километров. Таким образом, свет доходит от Солнца до Земли примерно за 500 секунд (8 минут 20 секунд). |
| Часы          | 0,0006                         | Среднее расстояние от Солнца до Плутона приблизительно равно 5,25 световым часам. |
| Часы          | 0,0016                         | Аппараты серий «Пионер» и «Вояджер», летящие за пределы Солнечной системы, примерно за 30 лет, прошедшие после запуска, удалились на расстояние около ста астрономических единиц от Солнца, и время, за которое запросы с Земли достигают их, приблизительно равно 14 часам. |
| Год           | 1,6                            | Внутренний край гипотетического облака Оорта расположен в 50 000 а. е. от Солнца, а внешний — в 100 000 а. е. Чтобы преодолеть расстояние от Солнца до внешнего края облака, свету потребуется около полутора лет.                                                           |
| Год           | 2,0                            | Максимальный радиус области гравитационного влияния Солнца («Сферы Хилла») — примерно 125 000 а. е. |
| Год           | 4,2                            | Ближайшая к нам звезда (не считая Солнца), Проксима Центавра, расположена на расстоянии 4,2 св. года. |
| Тысячелетия   | 26 000                         | Центр нашей Галактики находится на расстоянии приблизительно в 26 000 световых годах от Солнца. |
| Тысячелетия   | 100 000                        | Диаметр диска нашей Галактики — 100 000 световых лет. |
| Миллионы лет  | 2,5⋅106                        | Ближайшая к нам спиральная галактика M31, знаменитая галактика Андромеды, удалена от нас на 2,5 млн световых лет. |
| Миллионы лет  | 3,14⋅106                       | Галактика Треугольника (M33) располагается в 3,14 млн световых лет от нас и является наиболее удалённым стационарным объектом, видимым невооружённым глазом. |
| Миллионы лет  | 5,8⋅107                        | Ближайшее скопление галактик, скопление Девы, удалено от нас на 58 миллионов световых лет. |
| Миллионы лет  | Десятки миллионов световых лет | Характерный размер скоплений галактик по диаметру. |
| Миллионы лет  | 1,5⋅108 — 2,5⋅108              | Гравитационная аномалия «Великий аттрактор» располагается на расстоянии 150—250 миллионов световых лет от нас. |
| Миллиарды лет | 1,2⋅109                        | Великая стена Слоуна — одно из крупнейших образований во Вселенной, размеры её около 350 Мпк. Чтобы свет преодолел её из конца в конец, потребуется около миллиарда лет. |
| Миллиарды лет | 1,38⋅1010                      | Размер причинно-связанной области Вселенной. Вычисляется из возраста Вселенной и максимальной скорости передачи информации — скорости света. |
| Миллиарды лет | 4,57⋅1010                      | Сопутствующее расстояние от Земли до края наблюдаемой Вселенной в любом направлении; сопутствующий радиус наблюдаемой Вселенной (в рамках стандартной космологической модели Лямбда-CDM).                                                                                    |